# Головин, Александр Владимирович
Алекса́ндр Влади́мирович Голови́н (род. 14 августа 1970) — советский и российский легкоатлет, специалист по многоборьям. Выступал за сборные СССР и России в конце 1980-х — начале 1990-х годов, бронзовый призёр Кубка Европы в командном зачёте, призёр первенств всесоюзного и всероссийского значения. Представлял Санкт-Петербург и Вооружённые силы.

## Биография
Александр Головин родился 14 августа 1970 года. Занимался лёгкой атлетикой в Ленинграде, выступал за Советскую Армию.
Впервые заявил о себе в десятиборье на международном уровне в сезоне 1989 года, когда вошёл в состав советской сборной и выступил на юниорском европейском первенстве в Вараждине, где с результатом в 7198 очков занял итоговое восьмое место.
В мае 1990 года на соревнованиях в Сочи набрал 7728 очков и занял 12-е место.
В 1991 году на международном турнире Hypo-Meeting в австрийском Гётцисе показал 11-й результат (7679). В составе советской сборной принимал участие в Кубке Европы по легкоатлетическим многоборьям в Хелмонде — с личным рекордом в 7837 очков стал девятым в личном зачёте десятиборья и тем самым помог соотечественникам выиграть бронзовые медали мужского командного зачёта.
После распада Советского Союза Головин ещё в течение некоторого времени оставался действующим спортсменом и продолжал участвовать в различных всероссийских турнирах. Так, в 1993 году в семиборье с результатом в 5706 очков он завоевал серебряную награду на зимнем чемпионате России в Санкт-Петербурге, уступив лишь Николаю Афанасьеву.